# Enfield (Nou Hampshire)
Enfield és una població dels Estats Units a l'estat de Nou Hampshire. Segons el cens del 2000 tenia 4.618 habitants.

## Demografia
Segons el cens del 2000, Enfield tenia 4.618 habitants, 1.975 habitatges, i 1.291 famílies. La densitat de població era de 44,3 habitants per km².
Dels 1.975 habitatges en un 28% hi vivien nens de menys de 18 anys, en un 54,1% hi vivien parelles casades, en un 0% dones solteres, i en un 34,6% no eren unitats familiars. En el 25% dels habitatges hi vivien persones soles el 7% de les quals corresponia a persones de 65 anys o més que vivien soles. El nombre mitjà de persones vivint en cada habitatge era de 2,33 i el nombre mitjà de persones que vivien en cada família era de 2,78.
Per edats la població es repartia de la següent manera: un 21,8% tenia menys de 18 anys, un 6,9% entre 18 i 24, un 33,6% entre 25 i 44, un 26,8% de 45 a 60 i un 10,9% 65 anys o més.
L'edat mediana era de 38 anys. Per cada 100 dones de 18 o més anys hi havia 94,7 homes.
La renda mediana per habitatge era de 47.990$ i la renda mediana per família de 53.631$. Els homes tenien una renda mediana de 33.139$ mentre que les dones 27.177$. La renda per capita de la població era de 23.054$. Entorn del 3,2% de les famílies i el 5% de la població estaven per davall del llindar de pobresa.

## Poblacions més properes
El següent diagrama mostra les poblacions més properes.